# التدريب على التحيزات غير الواعية
التحيزات غير الواعية (أو الضمنية) هي قوالب نمطية مُتعلمة تكون لا إرادية وغير مقصودة ومتجذرة بشكل عميق وعالمية وقادرة على التأثير في السلوك. برامج التدريب على التحيزات غير الواعية مصممة لتعريض الناس لتحيزاتهم غير الواعية وتوفير الوسائل لضبط أنماط التفكير التلقائية وإزالة السلوكيات التمييزية بالكامل.
يعد خلق الوعي للتحيز الضمني عنصراً مهماً في التدريب على التحيزات غير الواعية. منذ عام 1998، يوفر اختبار الارتباط الضمني المتوفر بشكل إلكتروني منصة لعامة الجمهور لتقييم تحيزاتهم غير الواعية. وبالرغم من أن مقياس اختبار الارتباط الضمني خضع لإعادة تدقيق شديدة من حيث الموثوقية العلمية والفعالية، لكنه أثار جدلاً حول التحيز اللاشعوري في كل من وسائط الإعلام الشعبية والمجتمع العلمي.
وأنشئت العديد من برامج التدريب على التحيزات غير الواعية. صممت شركة فيسبوك صفحة ويب لتوفير فيديوهات للتدريب على التحيز غير الواعي على نطاق واسع، وخصصت غوغل نحو 60 ألف موظف لتدريب على التحيز غير الواعي مدته 90 دقيقة، وقامت وزارة العدل في الولايات المتحدة الأمريكية بتدريب 28,000 موظف على تقنيات مكافحة التحيز الضمني.

## تقنيات التدريب
توجد مجموعة واسعة من برامج التدريب على التحيز غير الواعي، ولكن تميل البرامج إلى اتباع منهجية أساسية تعتمد على ثلاث خطوات:
1. يخضع المشاركون للاختبار التمهيدي لتقييم مستويات التحيز الضمني الأساسية
2. ينهون مهمة تدريب التحيز غير الواعي
3. يخضعون لاختبار لاحق لتقييم مستويات التحيز الضمني بعد التدريب

تستمر اختبارات المتابعة المتكررة للتحيز غير الواعي لأيام أو أسابيع أو أشهر بعد الانتهاء من برامج التدريب وذلك لتحري الفوائد طويلة الأمد لهذه البرامج. ما زالت فعالية هذه البرامج غير واضحة إذ يواصل الباحثون اختبارها.

### الرفض
يقلل التدريب على الرفض من التحيز الضمني من خلال الرفض الفاعل للمعلومات التي تعزز القوالب النمطية وبالتالي الخروج عن عادة التنميط. أجرى كاواكامي ودوفيدو ومول وهيرسن وروسن (2000) واحدة من أولى الدراسات لاختبار آثار التدريب على الرفض في الحد من التحيز غير الواعي. قُدم في دراستهم للمشاركين في الدراسة صور لأفراد من العرق الأبيض والأسود مترافقة مع كلمة تعكس صورة نمطية. طُلب من المشاركين الضغط على الزر القائل «لا» عند مشاهدة الصور النمطية في التجربة (على سبيل المثال، صورة لشخص أسود مرفقة بكلمة «كسول») وعلى الزر القائل «نعم» عند مشاهدة صور لا تمثل أفكار نمطية (على سبيل المثال، صورة لشخص أسود مرفقة بكلمة «ناجح»). ظهر لدى المشاركين انخفاض كبير في التحيز غير الواعي ضمن الاختبار اللاحق عنه في الاختبار القبلي.
مع ذلك، افترض غافرونسكي ودويتش ومبيركو وسيبت وشتراك (2006) أن التدريب على الرفض لم يكن عديم الفعالية وحسب، بل كان من شأنه أن يعزز التحيزات غير الواعية. ذكروا أن كاواكامي وزملاؤه حققوا نتائج إيجابية فقط لأن المشاركين كانوا يجيبون بـ «نعم» على الصور التي لا تمثل قوالب نمطية وبالتالي كانوا يستخدمون معاكسة الصور النمطية عوضاً عن العلاج بالرفض. 
حاول جونسون وكوب وبيتي (2018) التوفيق بين النتائج المتناقضة للبحث السابق. جادلوا بأن الرفض لم يكن ذا معنى ولم يكن المشاركون مدفوعين بشكل كاف للتخلص من تحيزاتهم غير الواعية. قدم الباحثون حالة طُلب فيها من المشاركين التفكير بأن «هذا خطأ!» استجابةً للمعلومات التي تتوافق مع قوالب نمطية. افترض الباحثون أن الرفض وحسب هو استجابة  ضعيفة وغامضة للقوالب النمطية وأن «هذا خطأ!» هي استجابة محددة ومرتبطة أخلاقياً ومن الصعب تجاهلها.